# وانیا روگولی
وانیا روگولی (به انگلیسی: Vanja Rogulj) (زادهٔ ۱۳ فوریهٔ ۱۹۸۲) شناگر اهل کرواسی است.